# القإبل (السدة)

تعديل مصدري - تعديل

القابل محلة تابعة لقرية بيت الاشول، التابعة لعزلة العرافة بمديرية السدة إحدى مديريات محافظة إب في الجمهورية اليمنية.، بلغ تعداد سكانها 98 حسب تعداد اليمن لعام 2004.